# Степаненко Валерій Валерійович
Валерій Валерійович Степаненко (нар. 19 жовтня 1998) — український футболіст, захисник бангладеського клубу «Шейх Руссель».

## Життєпис

### Ранні роки
Народився в місті Курахове. Вихованець донецького «Олімпіка», в молодіжній академії якого перебував до 2014 року. Потім виступав у ДЮФЛУ за дніпропетровський УФК. Напередодні старту сезону 2015/16 років перейшов в «Олександрію». Проте через величезну конкуренцію в команді шансу проявити себе в першій команді не отримав. Програв конкуренцію за місце в складі й у молодіжній та юнацькій команді клубу, у футболці яких провів відповідно 1 та 4 поєдинки. У 2016 році опинився в аматорському клубі «Зоря-Черкаський Дніпро-2», у футболці якого зіграв 10 матчів.

### «Поділля» (Хмельницький)
У тому ж 2016 році перейшов до «Поділля». У футболці хмельницького клубу дебютував 8 вересня 2016 року в програному (1:3) виїзному поєдинку 8-го туру Другої ліги проти горностаївського «Миру». Валерій вийшов на поле на 85-й хвилині, замінивши Андрія Богославського. Дебютним голом за нову команду відзначився 13 травня 2017 року на 45-й хвилині переможного (3:2) домашнього поєдинку 30-го туру Другої ліги проти білоцерківського «Арсеналу-Київщини». Степаненко вийшов на поле в стартовому складі та відіграв увесь матч, а на 80-й хвилині отримав жовту картку. У «Поділлі» провів два сезони, за цей час у Другій лізі зіграв 35 матчів та відзначився 2-ма голами (ще 9 поєдинків відіграв за дубль команди). Наприкінці червня 2018 року гравець та хмельницький клуб розірвали контракт за згодою сторін.

### «Оболонь-Бровар»
Наприкінці липня 2018 року опинився в «Оболонь-Броварі». Дебютував у складі «пивоварів» 22 серпня 2018 року в програному (0:2) виїзному поєдинку другого кваліфікаційного раунду кубку України проти харківського «Металіста 1925». Валерій вийшов на поле в стартовому складі та відіграв увесь матч. У Першій лізі дебютував за київський клуб 14 жовтня 2018 року в нічийному (1:1) домашньому поєдинку 13-го туру проти петрівського «Інгульця». Степаненко вийшов на поле в стартовому складі та відіграв увесь матч. Дебютним голом за «Оболонь-Бровар» відзначився 5 травня 2019 року на 40-й хвилині нічийного (1:1) домашнього поєдинку 27-го туру Першої ліги проти «Балкан». Валерій вийшов на поле в стартовому складі та відіграв увесь матч. У сезоні 2018/19 років зіграв 5 матчів (1 гол) у Першій лізі та 1 поєдинок у кубку України. Сезон 2019/20 років розпочав у складі новачка професіонального футболу, «Оболонь-Бровар-2», який виступає у Другій лізі. Станом на 25 жовтня 2019 року у футболці другої команди «пивоварів» у Другій лізі зіграв 14 матчів (5 голів), також 4 рази потрапляв до заявки першої команди на поєдинки Першої ліги, проте в жодному з них на поле не виходив.